# Илия Цървенков
Илия Наумов Цървенков е български революционер, деец на Вътрешната македоно-одринска революционна организация.

## Биография
Цървенков е роден в Прилеп, в Османската империя, днес Северна Македония. Син е на видния деец на Прилепската българска община и лидер на казанджийския еснаф Наумче Цървенков. Илия изоставя казанджийството и се занимава с търговия с добитък, в която успява и натрупва солидно богатство. Цървенков пътува много из Империята и в околните свободни балкански държави, което разширява кръгозора му. Цървенков започва да се се занимава и с революционна дейност. В 1874 година се свързва с действащия в района на железопътната линия Градско-Демир капия хайдутин Ильо Марков и Цървенков събира пари в Прилеп за подкрепа на четата му, които му предава в Присадския проход. В 1895 година Цървенков е избран за касиер на околийския комитет на ВМОРО в родния си град.
Негов внук е комунистическият функционер Кръсте Цървенковски.

## Родословие
|                  |                  |                  |                  |                  |                  |  |  |                                   |                                   |                                   |                                   |                                   |                                   |  |  |                               |                               |                               |                               |                               |                               |  |  |                |                |                |                |                |                |  |  |  |  |  |  |  |  |  |  |
|                  |                  |                  |                  |                  |                  |  |  |                                   |                                   |                                   |                                   | Наум Цървенков                    |                                   |  |  |                               |                               |                               |                               |                               |                               |  |  |                |                |                |                |                |                |  |  |  |  |  |  |  |  |  |  |
|                  |                  |                  |                  |                  |                  |  |  |                                   |                                   |                                   |                                   |                                   |                                   |  |  |                               |                               |                               |                               |                               |                               |  |  |                |                |                |                |                |                |  |  |  |  |  |  |  |  |  |  |
|                  |                  |                  |                  |                  |                  |  |  |                                   |                                   |                                   |                                   |                                   |                                   |  |  |                               |                               |                               |                               |                               |                               |  |  |                |                |                |                |                |                |  |  |  |  |  |  |  |  |  |  |
| Христо Цървенков | Христо Цървенков | Христо Цървенков | Христо Цървенков | Христо Цървенков | Христо Цървенков |  |  | Илия Цървенков                    | Илия Цървенков                    | Илия Цървенков                    | Илия Цървенков                    | Илия Цървенков                    | Илия Цървенков                    |  |  | Иван Цървенков                | Иван Цървенков                | Иван Цървенков                | Иван Цървенков                | Иван Цървенков                | Иван Цървенков                |  |  | Диме Цървенков | Диме Цървенков | Диме Цървенков | Диме Цървенков | Диме Цървенков | Диме Цървенков |  |  |  |  |  |  |  |  |  |  |
| Христо Цървенков | Христо Цървенков | Христо Цървенков | Христо Цървенков | Христо Цървенков | Христо Цървенков |  |  | Илия Цървенков                    | Илия Цървенков                    | Илия Цървенков                    | Илия Цървенков                    | Илия Цървенков                    | Илия Цървенков                    |  |  | Иван Цървенков                | Иван Цървенков                | Иван Цървенков                | Иван Цървенков                | Иван Цървенков                | Иван Цървенков                |  |  | Диме Цървенков | Диме Цървенков | Диме Цървенков | Диме Цървенков | Диме Цървенков | Диме Цървенков |  |  |  |  |  |  |  |  |  |  |
|                  |                  |                  |                  |                  |                  |  |  | Трайко Цървенков                  | Трайко Цървенков                  | Трайко Цървенков                  | Трайко Цървенков                  | Трайко Цървенков                  | Трайко Цървенков                  |  |  | Владимир Цървенков (1872 – ?) | Владимир Цървенков (1872 – ?) | Владимир Цървенков (1872 – ?) | Владимир Цървенков (1872 – ?) | Владимир Цървенков (1872 – ?) | Владимир Цървенков (1872 – ?) |  |  |                |                |                |                |                |                |  |  |  |  |  |  |  |  |  |  |
|                  |                  |                  |                  |                  |                  |  |  | Трайко Цървенков                  | Трайко Цървенков                  | Трайко Цървенков                  | Трайко Цървенков                  | Трайко Цървенков                  | Трайко Цървенков                  |  |  | Владимир Цървенков (1872 – ?) | Владимир Цървенков (1872 – ?) | Владимир Цървенков (1872 – ?) | Владимир Цървенков (1872 – ?) | Владимир Цървенков (1872 – ?) | Владимир Цървенков (1872 – ?) |  |  |                |                |                |                |                |                |  |  |  |  |  |  |  |  |  |  |
|                  |                  |                  |                  |                  |                  |  |  | Кръсте Цървенковски (1921 – 2001) | Кръсте Цървенковски (1921 – 2001) | Кръсте Цървенковски (1921 – 2001) | Кръсте Цървенковски (1921 – 2001) | Кръсте Цървенковски (1921 – 2001) | Кръсте Цървенковски (1921 – 2001) |  |  | Васил Цървенков (1906 – ?)    | Васил Цървенков (1906 – ?)    | Васил Цървенков (1906 – ?)    | Васил Цървенков (1906 – ?)    | Васил Цървенков (1906 – ?)    | Васил Цървенков (1906 – ?)    |  |  |                |                |                |                |                |                |  |  |  |  |  |  |  |  |  |  |
|                  |                  |                  |                  |                  |                  |  |  | Кръсте Цървенковски (1921 – 2001) | Кръсте Цървенковски (1921 – 2001) | Кръсте Цървенковски (1921 – 2001) | Кръсте Цървенковски (1921 – 2001) | Кръсте Цървенковски (1921 – 2001) | Кръсте Цървенковски (1921 – 2001) |  |  | Васил Цървенков (1906 – ?)    | Васил Цървенков (1906 – ?)    | Васил Цървенков (1906 – ?)    | Васил Цървенков (1906 – ?)    | Васил Цървенков (1906 – ?)    | Васил Цървенков (1906 – ?)    |  |  |                |                |                |                |                |                |  |  |  |  |  |  |  |  |  |  |
|                  |                  |                  |                  |                  |                  |  |  | Стево Цървенковски (1947 – 2004)  |                                   |                                   |                                   |                                   |                                   |  |  |                               |                               |                               |                               |                               |                               |  |  |                |                |                |                |                |                |  |  |  |  |  |  |  |  |  |  |